# Ваља Лупулуј (Бузау)
Ваља Лупулуј (рум. Valea Lupului) насеље је у Румунији у округу Бузау у општини Патарлађеле. Oпштина се налази на надморској висини од 310 m.

## Становништво
Према подацима из 2002. године у насељу је живело 520 становника, од којих су сви румунске националности.